# Каньотто, Джорджо
Фра́нко Джо́рджо Каньо́тто (итал. Franco Giorgio Cagnotto ; род. 2 июня 1947 года в Турине) —  итальянский прыгун в воду, четырёхкратный призёр Олимпийских игр, чемпион Европы, четырёхкратный обладатель Кубка Европы и чемпион Средиземноморских игр.

## Карьера
На Олимпийских играх Каньотто дебютировал в 1964 году в Токио. В японской столице семнадцатилетний итальянец выступал как в прыжках с трамплина, так и на вышке, но оба раза не пробился даже в десятку лучших.
В 1966 году Каньотто впервые в карьере стал призёром чемпионата Европы, завоевав бронзу на первенстве в Утрехте. В 1970 году в Барселоне итальянец стал победителем на трамплине и занял третье место в прыжках с вышки, что стало для него наибольшим успехом на чемпионатах Европы.
Первые олимпийские медали Джорджо завоевал только на своей третьей Олимпиаде. В 1972 году в Мюнхене он стал вторым на трамплине, а на вышке завоевал бронзовую награду. Через четыре года в Монреале Каньотто завоевал вторую серебряную медаль на трамплине.
На чемпионате мира 1978 года в Берлине итальянец стал третьим в прыжках с трёхметрового трамплина. Эта медаль стала для него единственной на мировых первенствах.
На московских Играх Каньотто был самым возрастным прыгуном, но смог завоевать бронзу на трёхметровом трамплине.
Тренировался вместе с трёхкратным олимпийским чемпионом Клаусом Дибиаси у Карло Дибиаси. На протяжении всей карьеры находился в тени своего соотечественника.
После окончания карьеры Каньотто работает тренером. С 2000 по 2016 год работал с итальянской сборной по прыжкам в воду вместе со своей женой, участницей Игр в Монреале Кармен Кастейнер, осенью 2016 года стал координатором сборной, уступив свой пост Оскар Бертоне. Их дочь Таня также пошла по стопам родителей. Она выиграла две медали на Олимпийских играх 2016 года, золото чемпионата мира 2015 года и 20 раз становилась чемпионкой Европы.
Был награждён золотой медалью за спортивную доблесть Национального олимпийского комитета Италии.

## Выступления на Олимпийских играх
| Игры          | Трамплин 3 м | Вышка 10 м |
| ------------- | ------------ | ---------- |
| Токио-1964    | 10           | 23         |
| Мехико-1968   | 5            | 8          |
| Мюнхен-1972   | 2            | 3          |
| Монреаль-1976 | 2            | —          |
| Москва-1980   | 3            | —          |